# Це все про кохання
Це все про кохання — науково-фантастичний фільм данського режисера Томаса Вінтерберга. Він був знятий у 2003 році з Хоакіном Феніксом, Клер Дейнс і Шоном Пенном. На відміну від попередніх данськомовних фільмів режисера, «Все про кохання» знято повністю англійською мовою. Виробництво очолила данська компанія Nimbus Film, але фільм був здебільшого міжнародним копродукціям із залученням компаній із дев'яти різних країн. Його дуже погано сприйняли кінокритики.

## Сюжет
На початку фільму у 2021 році після довгої подорожі Джон приземляється в аеропорту Нью-Йорка, щоб отримати документи на розлучення, які підписує його дружина Єлена. Однак його дружина не приїжджає в аеропорт, як було домовлено, натомість головного героя зустрічають двоє бізнесменів, які просять його поїхати до дружини в готель. Джон дозволяє себе переконати, відкладає свою подальшу втечу та слідує за двома чоловіками. Вже в аеропорту він помічає, що навколо валяються мертві люди, на яких живі не звертають уваги, але його супутники намагаються заспокоїти його, кажучи, що це нормально для Нью-Йорка.
У готелі Джон мав тісні дружні стосунки з персоналом навколо своєї дружини, зокрема з братом Єлени, Майклом. Сама Єлена є майстерною фігуристкою і головним джерелом грошей для керівництва на чолі з Девідом. Нарешті в коридорі готелю Джон ненадовго зустрічає передбачувану двійничку своєї дружини. Коли Єлена стикається зі своїм власним образом і боїться за своє життя, вона звертається за допомогою до Джона і просить його залишитися. Нарешті Джону разом з Єленою вдається на короткий час втекти від керівництва. Вони заселяються на ніч у дешевий готель, де вони вперше за довгий час сплять разом, але пізніше тієї ночі відчують липневий снігопад. Зрештою пару вистежують співробітники, які забрали Джона з аеропорту, а Єлену повернули до керівництва.
Тоді з початку фільму Джон в готелі зустрічає Майкла і під час розмови зі своїм зятем дізнається, що існує три клони Єлени і що первісна Єлена, через порок серця, живе разом з Джоном — документи на розлучення ще не підписані — нове життя під новою іменем почнеться в маловідомому місці. Щоб захистити бізнес-інтереси та інвестиції клони повинні взяти на себе роль Єлени як фігуристки. За допомогою Майкла та його вірної співробітниці Бетсі Джону та Єлені вдається втекти. Під час катання на ковзанах із клонами — обіцянку, яку дав їм Джон — клонів, але не оригінал, вбивають і вони гинуть від вогнепальних поранень — до цього причетний таємничий містер Моррісон.
Повторна втеча подружжя разом з Майклом спочатку вдається, але спочатку Майкл замерзає в сніжній пустелі, коли розлучився з парою, потім Джон і Єлена гинуть серед холоду. Фільм завершується словами Марчіелло, брата Джона, який уже коментував весь фільм короткими вставками з літаків у різних куточках світу. Він розповідає про зростаючу емоційну холодність і самотність людей усюди, хоча насправді все повинно крутитися навколо кохання. Вже були ознаки кінця світу, люди в Африці літали навколо ненавмисно, одного дня в році вся стояча вода перетворювалася на лід, і люди вмирали від розбитих сердець. Нарешті Марчіелло повідомляє, що його останньому літаку ніде приземлитися, тому що весь світ замерз.

## Актори
- Хоакін Фенікс — Джон
- Клер Дейнс — Єлена
- Шон Пенн — Марчіелло
- Дуглас Хеншалл — Майкл
- Алан Армстронг — Девід
- Марго Мартіндейл — Бетсі
- Марк Стронг — Артур
- Джеффрі Гатчінгс — містер Моррісон

## Відгуки
Манохла Даргіс з Нью-Йорк Таймс хвалить експресивний постановочний дизайн, але критикує, що багато чого залишається нез'ясованим або просто непотрібним і дратує, а сюжет теж дурний. Деякі речі нагадують роботи Віма Вендерса, але фільму Вінтерберга бракує серйозності. Тодд Маккарті з Вараєті скаржиться, що Вінтерберг ніколи не залучає глядачів, що персонажі недостатньо розвинені й виявляють будь-які видимі емоції лише до кінця історії. З іншого боку, похвали заслуговує зовнішність фільму, костюми та операторська робота. Денніс Лім із Вілледж войс захищає фільм, який відповідає своїй назві, оскільки він справді присвячений коханню; це божевільний фільм.

## Нагороди
У 2004 році фільм отримав три нагороди на данському фестивалі Роберта (Ентоні Дод Мантл за операторську роботу, Бен ван Ос і Джетт Леманн за постановочний дизайн і Пітер Гйорт за візуальні спецефекти).

## Веб-посилання
- Це все про кохання на сайті IMDb (англ.)
- Це все про кохання на сайті Metacritic (англ.)
- It's All About Love на сайті Rotten Tomatoes (англ.)